# Johannes Lundahl
Johannes Lundahl, född 10 juni 1866 i Kverrestads socken, Kristianstads län, död 30 maj 1945 i Malmö, var en svensk byggmästare. Han var far till Eskil Lundahl.
Lundahl genomgick byggnadsyrkesskolor i Malmö, Lund och Berlin samt praktiserade i München och Zürich 1886–1894. Han var verksam som byggmästare i Malmö, var kontrollant vid tekniska skolornas och Malmö gasverks nybyggnader 1894–1899 och utförde större byggnadsprojekt för Malmö stad. Han var ledamot av Malmö stadsfullmäktige 1911–1914 och 1919–1920 samt ordförande i Fastighetsägareförbundet för södra Sverige från 1918.
Han tog även initiativet till inrättandet av Sveriges första kommunala bostadsförmedling, Malmö Stads Bostadsförmedling, som öppnade på Föreningsgatan, Malmö år 1913. Förutom förmedlande av bostäder fick denna även i uppdrag att arbeta för att höja standarden på de ofta enkla bostäderna.